# إسحاق الآخني
إسحاق الآخني Isaak aus Aachen هو أول يهودي يذكر اسمه في التاريخ الألماني، وكان مقيما في مدينة آخن وكان تاجرا ثريا.
اكتسب شهرة حين اختاره شارلمان ليكون مترجما ضمن الوفد الذي أرسله إلى هارون الرشيد.
وتفاوض مع الخليفة حول مسألة تسهيل دخول الحجاج إلى المدن المقدسة في فلسطين. حققت البعثة نجاحا: فقد أقيمت في القدس استراحة للحجاج ملحق بها مشفى ومطبخ والعديد من المرافق الأخرى، لتسهيل وجودهم في المدينة المقدسة. وفي القرن التاسع والعاشر ازدادت أعداد الحجاج الأوروبيين إلى فلسطين.
وقد نشأت فكرة تحرير الأراضي المقدسة من المسلمين في نهاية تلك الفترة.